# 春天花啦花啦啦！
《春天花啦花啦啦！》（英語：Singing In The Spring 2019），首要媒体及迷宫制作的贺岁歌舞电视电影，由原班人马陈慧恬、朱浩仁、许亮宇、陈子颖、盛天俊、萧丽玲、谢承伟、小玉、陈沛江、吕爱琼、甘家旗、陈鸿领衔主演。此剧为春天花啦啦以及春天花啦啦！一屋满堂延续的续集故事，以歌舞剧形式呈现，用全新创作的歌舞来贯穿剧情，并加入了寻找好声音“歌神”这个新角色来带出生活无论好坏只要拥有最亲密的家人或伴侣就是刚刚好的幸福。 

## 播出时间

### 首播
| 频道     | 所在地   | 播放日期     | 首播時间      | 備註     |
| -------- | -------- | ------------ | ------------- | -------- |
| 八度空间 | 马来西亚 | 2019年2月6日 | 20:30 - 23:00 | 大年初二 |

## 故事概要
继2018年“欢乐花啦啦”队的鬼马逗趣MV在网上流传，点击率狂飚升，造成全马轰动后，欢乐组屋众人的生活变得更好。春风（朱浩仁 饰演）升级成全方位的音乐制作人兼监制，更为花恬（陈慧恬 饰演）安排录制新专辑准备出道。转眼间，2019年农历新年即将来临，于是欢乐花啦啦队决定改编他们的成名作《春天花啦啦》为新歌曲《春天花啦啦！2019》，众人浩浩荡荡拉队到怡宝拍摄新MV，不料春风却对众人的表现诸多要求，大家也因此搞得疲累不已。
好靓（吕爱琼 饰演）、鸿运（陈旆江 饰演）、百万（甘家旗 饰演）和细明（谢承伟 饰演）赶着去机场，准备出国旅行并探望身在意大利学唱歌的芝芝（陈薇芝 饰演）。MV工作人员发现拍摄现场怪事连连匆忙离开，不小心落下花恬、花琪（陈子颖 饰演）和常乐（盛天俊 饰演）3人在荒野。花恬更意外遇见被误以为是鬼的“歌神”（许亮宇 饰演），并把歌神带回欢乐组屋。歌神受老板歌皇委托下凡寻找人家最美妙的歌声，并指定他要在农历新年前寻获。歌神拜托花恬帮忙他一起寻找最美妙的歌声，花恬逼于无奈只好答应帮忙，但是歌神总是一副吊儿郎当，到处撩妹，让花恬感到无奈。由于只有花恬可以看见歌神，所以每次他们对话时，花恬总是被人误会是在自言自语，此举动更是吓坏了好靓和花琪，令两人误以为她撞鬼。花恬只好向众人解释自己并非撞鬼，而是遇上了歌神。
花琪的口吃不药而愈，个性打扮也一百八十度转变，积极工作赚钱，人也变得越来越自信，但其男朋友常乐依然是个憨傻天兵却一心只想当小贩炒粿条，继承鸿运的档口。花琪认为这种生活没有安全感，不满他安于现状，要常乐在炒粿条和她之间只能选一个，两人因此大吵一架，更因一时之气而分手！丽玲（萧丽玲 饰演）因男友晓东（郭晓东 饰演）突然消失而废寝忘食，甚至长出了胡子，一时难过向春风哭泣，而此举让花恬目睹，花恬一时冲动竟和春风分手！好靓等人也在意大利旅行时闹了别扭而各自冷战。歌神在和花恬朝夕相对的日子里，逐渐被她吸引，更在不知不觉中喜欢上了花恬……
农历新年即将来临，究竟大家能否破镜重圆，懂得珍惜眼前人呢？

## 演员阵容

### 张家
| 演员   | 角色   | 介绍                                                                         |
| 吕爱琼 | 李好靓 | 张花恬、张花琪之母 陈鸿运之女友 黄百万、林芝芝之邻居兼好友                   |
| 陈慧恬 | 张花恬 | 李好靓之女 张花琪之姐 郭春风之女友 陈常乐、黄丽玲之好友 歌神之好友并被其暗恋 |
| 陈子颖 | 张花琪 | 李好靓之女 张花恬之妹 陈常乐之女友 黄丽玲之好友                              |

### 陈家
| 演员   | 角色   | 介绍                                     |
| 陈沛江 | 陈鸿运 | 陈常乐之父 陈细明之侄子 李好靓之男友     |
| 谢承伟 | 陈细明 | 陈鸿运之小叔 陈常乐之小叔公 辜小玉之男友 |
| 盛天俊 | 陈常乐 | 陈鸿运之子 陈细明之侄孙 张花琪之男友     |

### 黄家
| 演员           | 角色   | 介绍                                                                                       |
| 甘家旗         | 黄百万 | 林芝芝之夫 黄丽玲、黄国源之父 陈鸿运之好友                                                 |
| 陈薇芝（声演） | 林芝芝 | 黄百万之妻 黄丽玲、黄国源之母 李好靓之好友 到意大利学习唱歌 并无参演此剧，仅在结尾声音客串 |
| 萧丽玲         | 黄丽玲 | 黄百万、林芝芝之女 黄国源之姐姐 陈小东之女友                                               |
| 颜韦宏         | 黄国源 | 黄百万、林芝芝之子 黄丽玲之弟弟 并无参演此剧，仅被提及到国际学校上学                       |

### 其他演员
| 演员   | 角色         | 介绍                                             |
| 许亮宇 | 歌神（丫丫） | 神仙 歌皇之下属 张花恬之好友并暗恋其             |
| 朱浩仁 | 郭春风       | 制作人 张花恬之男友，后分手，最终复合 歌神之情敌 |
| 小玉   | 辜小玉       | 陈细明之女友                                     |
| 陈鸿   | 大卫         | 欢乐组屋之保安                                   |

### 特别演出
| 演员   | 角色   | 介绍           |
| 郭晓东 | 小东   | 黄丽玲之男友   |
| 晴晴   | 口红妹 | 卡拉OK柜台职员 |

## 歌曲表
| 歌名                 | 作曲           | 作词           | 演唱者                                                                               |
| 春天花啦啦！2019     | 陈彦珲、叶静文 | 舒宁           | 朱浩仁、陈慧恬、陈子颖、吕爱琼、萧丽玲、甘家旗、盛天俊、陈沛江、谢承伟               |
| 叫我歌神             | 马嘉轩         | 林俊相、程振栩 | 许亮宇、陈慧恬                                                                       |
| 我爱着你             | 马嘉轩         | 舒宁           | 许亮宇、陈慧恬                                                                       |
| 我是为你好           | 陈欣桦         | 程振栩         | 陈子颖、盛天俊                                                                       |
| Wish You Know        | Ida Liew       | 林英鹏         | 陈慧恬、朱浩仁、许亮宇                                                               |
| 花啦啦！有你刚刚好   | 马嘉轩         | 舒宁           | 朱浩仁、陈慧恬、陈子颖、吕爱琼、萧丽玲、甘家旗、盛天俊、陈沛江、谢承伟、小玉、许亮宇 |
| 我爱着你 (Reprise版) | 马嘉轩         | 舒宁           | 许亮宇                                                                               |

## 轶事
- 此剧为2019年八度空间新春贺岁歌舞电视电影，并于年初二（2月6日）播出。[3]
- 此剧为盛天俊和陈子颖继《逆光成长》、《春天花啦啦》、《春天花啦啦！一屋满堂》、《我的非一般岳母》、《守百年之约》再度合作，亦是五度合演情侣。

## 注明
1. ↑  .   [2019-01-18]. （原始内容存档于2019-08-16）.
2. ↑  .   [2019-01-18]. （原始内容存档于2019-05-16）.
3. ↑  .   [2019-01-18]. （原始内容存档于2019-08-16）.